# آلفا (حرف)
'آلفا' (بزرگ:'Α'کوچک:'α'; (به یونانی: Αλφα)) اولین حرف الفبای یونانی است. در سیستم اعداد یونانی مقدار ۱ دارد. و هم‌ردیف حروف A در انگلیسی ا در سیریلیک و الف در فارسی است.
در یونانی قدیم و یونانی جدید حرف آلفا با آوای a به کار می‌رود.

## استفاده به عنوان نماد
آلفا در فیزیک و شیمی و ریاضی کاربرد بسیار دارد که از آن می‌توان به پرتو آلفا، واپاشی آلفا و کربن آلفا را مثال زد. 
از آلفا در ریاضی به عنوان متغیری جهت اندازه زاویه نیز استفاده می‌شود.